# Iqos

Il logo di Iqos.

Iqos (/ˈaɪkoʊs/; stilizzato come IQOS) è una linea di dispositivi a tabacco riscaldato progettati per essere utilizzati con stick di tabacco e stick senza tabacco contenenti nicotina. Sono prodotti da Philip Morris International (PMI).
In Italia, il portafoglio IQOS è costituito soltanto da dispositivi che scaldano il tabacco e non da sigarette elettroniche. Iqos è stato introdotto per la prima volta nel mese di novembre del 2014 in Giappone e in Italia prima di essere gradualmente commercializzato anche in altri Paesi.
Insieme alle sigarette elettroniche brandizzate IQOS, un segmento ampio del portafoglio dei prodotti si concentra su dispositivi che riscaldano il tabacco senza bruciarlo. I benefici a lungo termine sulla salute del tabacco riscaldato rispetto ai prodotti che ne prevedono la combustione sono ancora da dimostrare, e il fatto che tali prodotti siano meno dannosi delle sigarette è ancora oggetto di dibattito nella comunità scientifica.
I dispositivi che scaldano il tabacco sono stati oggetto di diverse modifiche tecnologiche nel corso degli anni con il rilascio di diverse versioni: "Iqos 2.2" (2014), "Iqos 2.4" (2016), "Iqos 3" (2018), "Iqos 3 Duo" (2019), "Iqos Iluma" (2021) e “Iqos Iluma i” (2024). Sono in essere anche accordi di licenza con altri produttori di tabacco, come ad esempio KT&G per il dispositivo lil, ora commercializzato da PMI al di fuori della Corea. Dal 2016 Iqos è il prodotto senza fumo di punta di Philip Morris International, la cui comunicazione è ormai interamente orientata verso la visione di un "futuro senza fumo”.
A partire dal 2021, le vendite di Iqos e di altri prodotti senza fumo rappresentano poco meno del 30% delle entrate globali del gigante del tabacco rispetto al 20% del 2019.
Nel 2020, la Food and Drug Administration degli Stati Uniti ha autorizzato PMI a vendere Iqos negli Stati Uniti come prodotto del tabacco a rischio modificato (MRTP) con informazioni sulla ridotta esposizione, diventando il secondo prodotto in assoluto a ricevere l’autorizzazione con le indicazioni sull’esposizione ridotta dopo il General snus di Swedish Match. Anche se è stata negata la richiesta di etichettare il prodotto come a rischio modificato, la decisione di consentire l’etichettatura del prodotto come a ridotta esposizione è stata comunque criticata dall'Organizzazione Mondiale della Sanità perché ritenuta fuorviante per i consumatori.
Nel 2018, Philip Morris Italia S.r.l. ha presentato volontariamente al Ministero della salute la richiesta per avere la possibilità di riconoscere ed etichettare IQOS in Italia come prodotto meno tossico e potenzialmente meno rischioso rispetto ai prodotti del tabacco convenzionale. Il Ministero della Salute italiano ha ritenuto che allo stato attuale e sulla base delle evidenze fornite non fosse possibile stabilire la riduzione di sostanze tossiche e la potenziale riduzione del rischio di IQOS rispetto ai prodotti da combustione.
Alla fine del 2023, i prodotti senza fumo rappresentavano quasi il 40% del fatturato netto totale e dell'utile lordo di PMI, con Iqos che superava Marlboro in termini di fatturato netto.

## Storia

### Primi passi

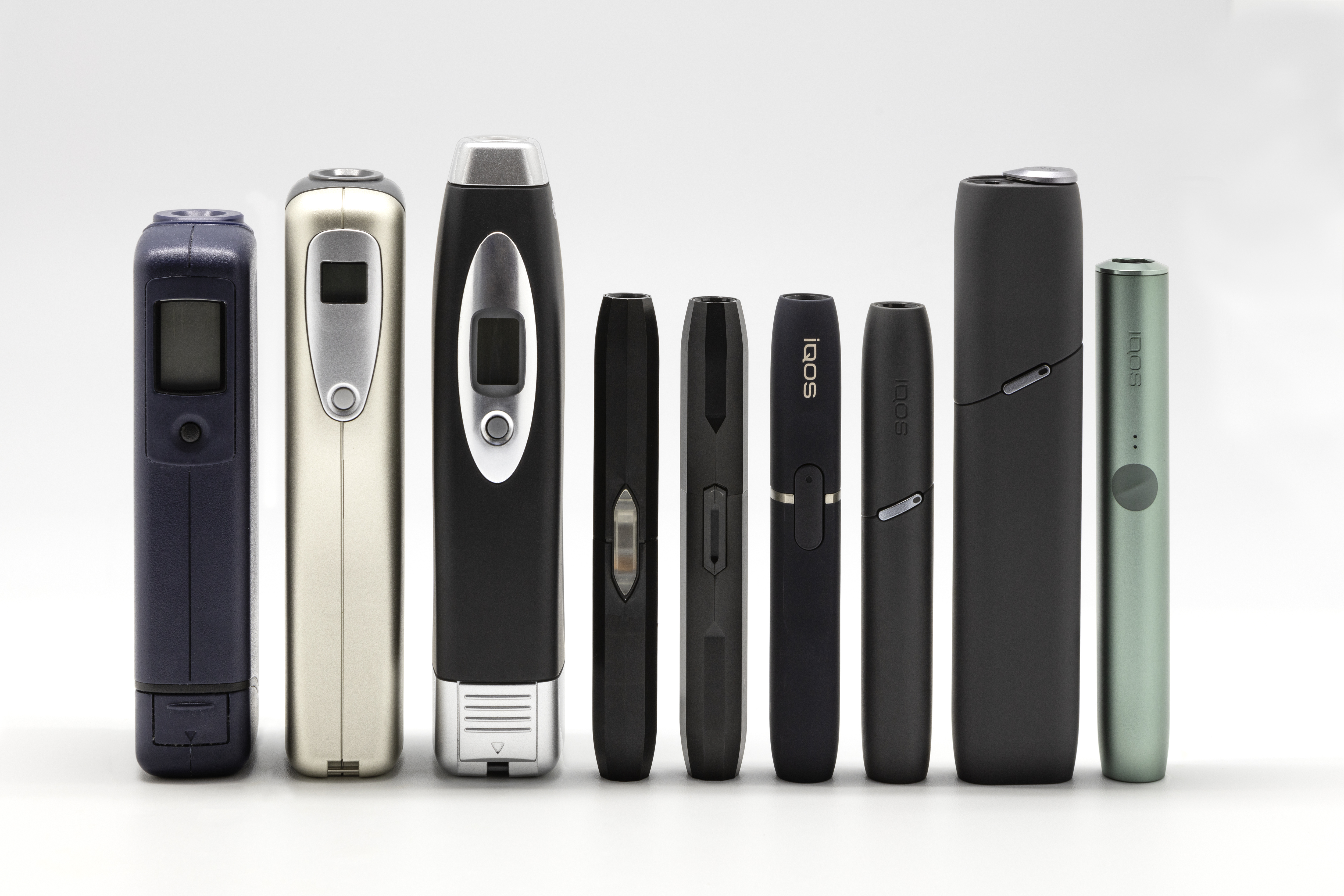
Dispositivi Iqos, da Accord a Iluma.

Nonostante le alternative alle sigarette fossero già oggetto di studio da diversi decenni, Philip Morris ha mosso i suoi primi passi nel mondo del commercio del tabacco riscaldato nel 1990, quando il gruppo ha presentato il suo primo prototipo di un dispositivo per riscaldare il tabacco senza bruciarlo (Progetto Beta). In seguito l'azienda ha messo sul mercato due dispositivi realizzati per riscaldare una sigaretta limitando allo stesso tempo la combustione del tabacco: "Accord", un dispositivo venduto negli Stati Uniti dal 1998 al 2006 (il dispositivo è stato lanciato anche in Giappone con il nome di "Oasis") e poi successivamente "Heatbar", un dispositivo venduto dalla filiale internazionale della società e lanciato nel 2006 in Australia e in Svizzera, prima di essere ritirato dal mercato.

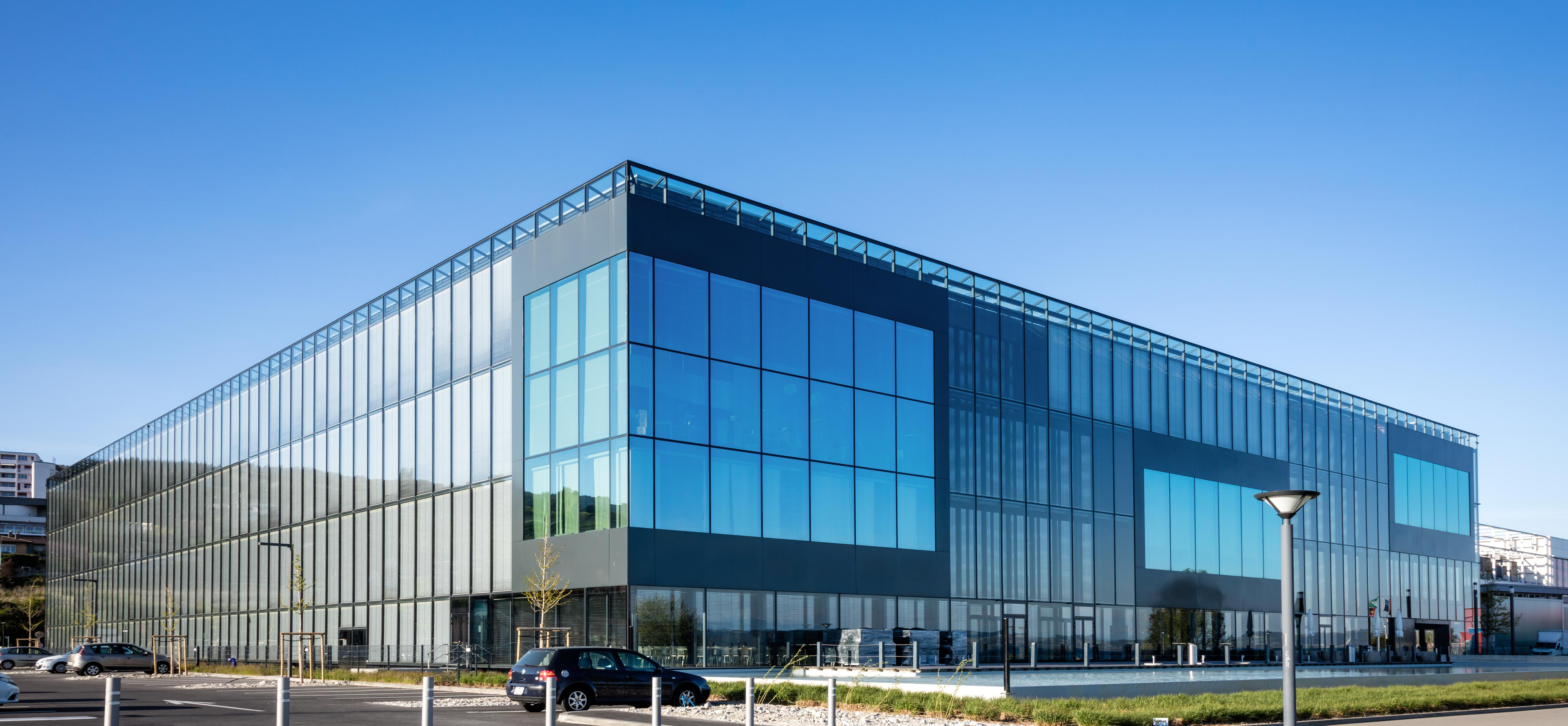
Cube, la principale struttura di ricerca e sviluppo della Philis Morris International, a Neuchâtel, Svizzera.

Un anno dopo la scissione da Altria Group nel 2008, Philip Morris International ha inaugurato "The Cube": una struttura a Neuchâtel, in Svizzera di ricerca e sviluppo da oltre 200 milioni di dollari dedicata alla ricerca di prodotti a "rischio ridotto" e alternativi alle sigarette. Tra il 2011 e il 2014, PMI ha portato avanti diverse operazioni strategiche (acquisto di brevetti, acquisizione di aziende, sviluppo di partnership) per entrare nel mercato dei prodotti senza fumo. Nel 2011, PMI ha acquisito una tecnologia smoke-free dagli inventori della Duke University, tra cui il prof Jed Rose, uno dei maggiori esperti nella ricerca della dipendenza da nicotina, determinante nello sviluppo del cerotto alla nicotina. Nel 2013 PMI ha annunciato un accordo con Altria Group per commercializzare la tecnologia e-vapor di Altria al di fuori degli Stati Uniti, e Altria ha ottenuto i diritti esclusivi sulla vendita dei futuri alternativi prodotti di riscaldamento del tabacco sviluppati da Philip Morris International all’interno del territorio degli Stati Uniti. "MarkTen" di Altria, rinominato "Solaris", è stato lanciato in Spagna e in Israele due anni dopo. Nel 2014, PMI ha acquisito Nicocigs Ltd., all'epoca la più grande società di sigarette elettroniche del Regno Unito, i cui marchi includevano "Nicolites" e "Vivid".

### Lancio di Iqos
Nel gennaio 2014, Philip Morris International ha annunciato un investimento di 500 milioni di euro per la costruzione di una fabbrica vicino a Bologna, dedicata alla produzione di prodotto a tabacco riscaldato. A novembre 2014 è stata rilasciata la prima versione di Iqos, commercializzata per la prima volta a Nagoya, Giappone, e Milano, Italia, prima di essere gradualmente distribuita in altri Paesi.
A partire dal 2016, Philip Morris ha iniziato a promuovere ampiamente la sua visione per un "futuro senza fumo", con sforzi commerciali concentrati sempre più su prodotti alternativi alle sigarette. Iqos è diventato da allora il dispositivo di punta di Philip Morris, con il brand che nel tempo ha ampliato la gamma dei suoi prodotti. Nel 2016, PMI ha lanciato nel Regno Unito Iqos Mesh, il primo dispositivo realizzato da Iqos per il vaping e non per riscaldare il tabacco. La successiva generazione di Iqos ("Iqos 3" e "Iqos 3 Multi") è stata lanciata a Tokyo a ottobre 2018 e successivamente negli altri mercati del mondo.
A gennaio 2020 PMI e KT&G della Corea del Sud hanno annunciato una partnership per la distribuzione internazionale di lil, linea che include un prodotto ibrido sigarette elettronica/dispositivo che scalda il tabacco. L’estate successiva PMI lancia il dispositivo Veev, già presentato in passato come Mesh, in Nuova Zelanda, per poi estendere gradualmente la sua distribuzione in altri Paesi. Iluma, un nuovo dispositivo che utilizza la tecnologia a induzione, è stato poi lanciato in Giappone ad agosto 2021.
Gli sforzi di PMI per ottenere una transizione aziendale verso prodotti senza fumo, hanno consentito all'azienda di avviare nell’agosto del 2021, il processo di emissione di obbligazioni sostenibili volte al suo finanziamento, sollevando timori di greenwashing.

### Autorizzazione della FDA negli Stati Uniti
Il 6 dicembre 2016, PMI ha sottoposto alla Food and Drug Administration (FDA) degli Stati Uniti, una domanda di milioni di pagine per autorizzare IQOS come Prodotto del Tabacco a Rischio Modificato (MRTP). Nel marzo del 2017, PMI ha presentato alla FDA degli Stati Uniti una domanda di pre-commercializzazione per il suo Iqos 2.4. Il comitato consultivo scientifico (TPSAC) nominato dalla FDA statunitense ha esaminato la domanda di Philip Morris International nel gennaio 2018, votando 8-1 per supportare il claim che Iqos "riduce significativamente [...] l'esposizione a sostanze chimiche dannose o potenzialmente dannose." L’FDA ha invece respinto che il prodotto potesse essere commercializzato come più sicuro rispetto alle sigarette. La FDA ha accolto la Premarket tobacco application di PMI per iniziare a vendere Iqos negli Stati Uniti il 30 aprile 2019 e il prodotto è stato formalmente lanciato a ottobre 2019.
Il 7 luglio 2020, la FDA ha concesso a Philip Morris l'autorizzazione a fare claim commerciali di "esposizione ridotta", considerando che il sistema di riscaldamento del tabacco Iqos soddisfa i requisiti per la designazione come prodotto di tabacco a rischio modificato, unico caso dopo il tabacco da fiuto General di Swedish Match. La FDA ha precisato che il prodotto non deve essere considerato "sicuro o approvato dalla FDA." Ha anche "determinato che al momento le prove non supportano l'emissione di un ordine di rischio modificato".

## Design

### Tecnologia

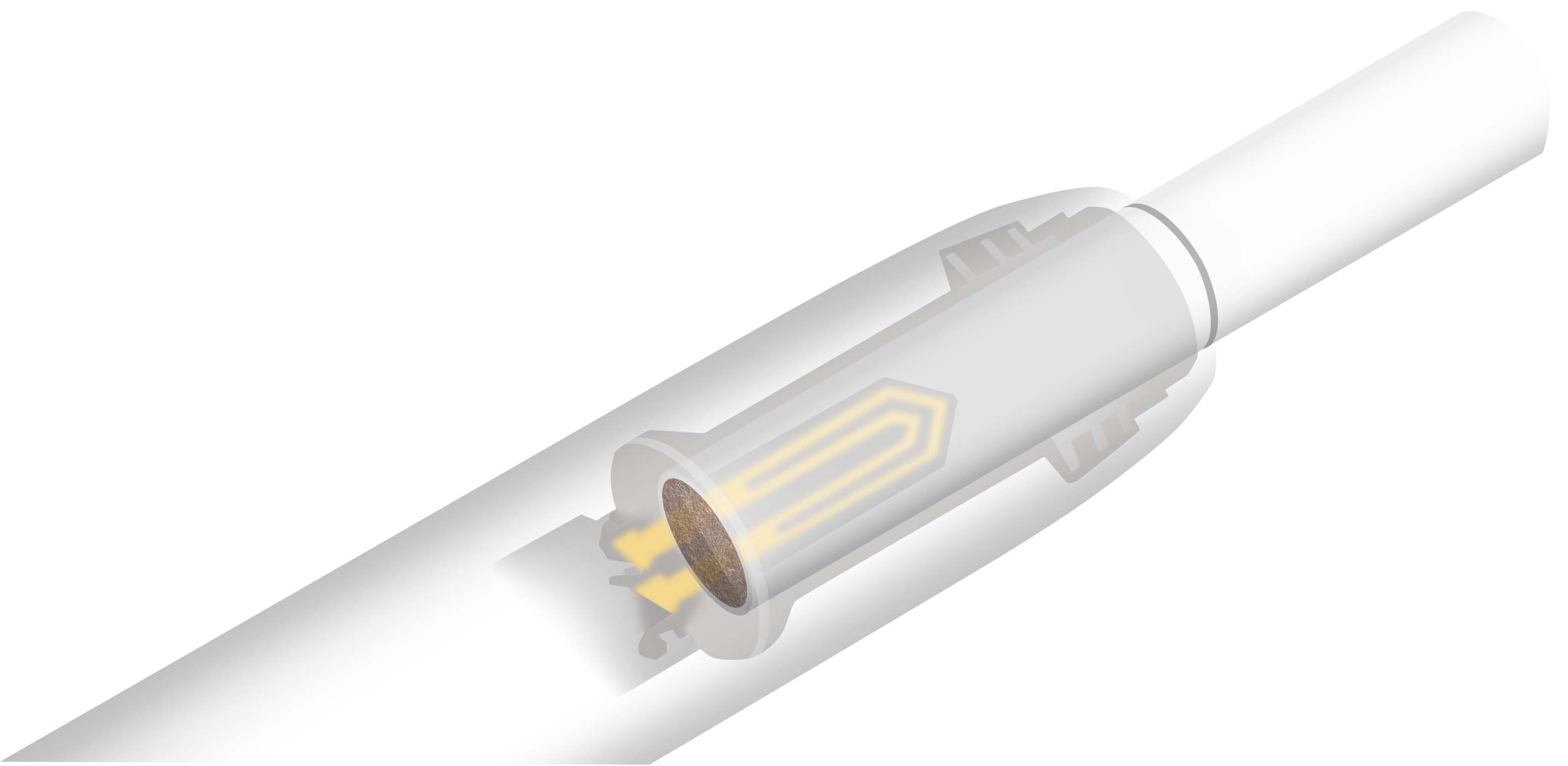
Il sistema Heets/Heatstick riscalda il tabacco da una lama.

ll dispositivo heat-not-burn di base è costituito da un caricatore tascabile e un holder simile a una penna. Uno stick monouso (noto come "HeatStick" o "Heets" a seconda del mercato) contenente tabacco lavorato imbevuto di glicole propilenico viene inserito nel supporto che poi lo riscalda ad una temperatura fino a 350 °C. L'utente preme un pulsante per accendere il riscaldatore di tabacco e poi inala dallo stick di tabacco. Iluma, il modello più recente del brand, si basa invece su una tecnologia a induzione per riscaldare gli stick (a marchio Terea).
Tra il 2009 e il 2017 più di 1.900 brevetti legati a Iqos sono stati depositati da Philip Morris International. Secondo Fortune l'azienda ha contribuito a rendere nel 2020 i "dispositivi elettronici per fumatori" la seconda categoria con la crescita più rapida nell’ambito delle nuove tecnologie. Philip Morris ha inoltre annunciato che il 99% del budget di ricerca e sviluppo è a supporto dei prodotti senza fumo. Alla fine del 2023, l'azienda aveva speso 12,5 miliardi di dollari in R&S dal 2008 per questo scopo.

### Produzione
Gli stick di tabacco per Iqos sono prodotti in diversi Paesi, soprattutto in Europa. Uno stabilimento si trova a Neuchâtel, in Svizzera, vicino al centro di R&S di PMI. La principale fabbrica di stick di tabacco per Iqos si trova a Crespellano, in Italia. Philip Morris ha investito 1 miliardo di euro nella creazione di questo impianto, con un primo investimento di 500 milioni di euro annunciato nel 2014 e un secondo annunciato nel 2017. Nel 2017, PMI ha investito 300 milioni di euro per convertire una fabbrica di sigarette in un impianto di produzione di stick di tabacco a Aspropyrgos, in Grecia. La stessa operazione è stata effettuata per 490 milioni di euro a Otopeni, in Romania, per convertire una fabbrica di sigarette in un polo dedicato ai prodotti senza fumo. Un altro impianto di produzione di HEETS da 320 milioni di euro è stato annunciato a Dresda, in Germania, nel 2017, ma l'investimento è stato poi messo in stand-by. In Asia, Philip Morris ha un impianto a Yangsan in Corea del Sud, costruito tra il 2017 e il 2019, costato 420 milioni di dollari.

### Modelli

#### Dispositivi di riscaldamento del tabacco
Iqos 2.2 è stato il primo dispositivo lanciato commercialmente con il marchio.
| Modello                       | Data di rilascio | Tipo di tabacco                    | Riscaldamento               | Temperatura di funzionamento | Numero di tiri | Capacità della batteria                               |
| ----------------------------- | ---------------- | ---------------------------------- | --------------------------- | ---------------------------- | -------------- | ----------------------------------------------------- |
| Accord (USA) Oasis (Giappone) | 1998             | Sigaretta appositamente progettata | Esterno (matrice a 8 lame)  | 500 °C                       | 8              | 1 utilizzo                                            |
| Accord (USA) Oasis (Giappone) | 2002             | Sigaretta appositamente progettata | Esterno (matrice a 8 lame)  | 500 °C                       | 8              | 1 utilizzo                                            |
| Heatbar                       | 2006             | Sigaretta appositamente progettata | Esterno (matrice di 8 lame) | 500 °C                       | 8              | 1 utilizzo                                            |
| Iqos 2.2                      | 2014             | Tabacco trinciato a foglia fusa    | Interno (lama da 5 mm)      | < 400 °C                     | 14             | 15 utilizzi / 1 utilizzo per ogni carica del supporto |
| Iqos 2.4                      | 2016             | Tabacco ondulato                   | Interno (lama da 5 mm)      | < 400 °C                     | 14             | 20 utilizzi / 1 utilizzo per ogni carica del supporto |
| Iqos 2.4 Plus                 | 2018             | Tabacco ondulato                   | Interno (lama da 5 mm)      | < 400 °C                     | 14             | 15 utilizzi / 1 utilizzo per ogni carica del supporto |
| Iqos 3                        | 2018             | Tabacco ondulato                   | Interno (lama da 5 mm)      | < 400 °C                     | 14             | 15 utilizzi / 2 utilizzi per ogni carica del supporto |
| Iqos 3 Multi                  | 2018             | Tabacco ondulato                   | Interno (lama da 5 mm)      | < 400 °C                     | 14             | 10 utilizzi (holder integrato)                        |
| Iqos 3 Duo                    | 2019             | Tabacco ondulato                   | Interno (lama da 5 mm)      | < 400 °C                     | 14             | 2 utilizzi                                            |
| Iluma                         | 2021             | Tabacco ondulato                   | Interno (induzione)         | < 400 °C                     | 14             | 20 utilizzi / 2 utilizzi per ogni carica del supporto |
| Iluma One                     | 2021             | Tabacco ondulato                   | Interno (induzione)         | < 400 °C                     | 14             | 20 utilizzi (holder integrato)                        |
| Iluma Prime                   | 2021             | Tabacco ondulato                   | Interno (induzione)         | < 400 °C                     | 14             | 20 utilizzi / 2 utilizzi per ogni carica del supporto |

#### Prodotti venduti su licenza
Il produttore coreano KT&G e PMI, nel gennaio del 2020 hanno firmato un accordo di collaborazione globale per la commercializzazione al di fuori dalla Corea del marchio Lil di KT&G, all’interno della distribuzione di Iqos.
| Modello       | Data di rilascio | Tipo di tabacco                                   | Riscaldamento                                                  | Temperatura di funzionamento | Numero di tiri | Capacità della batteria |
| ------------- | ---------------- | ------------------------------------------------- | -------------------------------------------------------------- | ---------------------------- | -------------- | ----------------------- |
| Lil Solid 1.0 | 2020             | Tabacco a foglia fusa                             | Punta interna                                                  | 250-300 °C                   | 10             | 20 utilizzi             |
| Lil Solid 2.0 | 2021             | Tabacco a foglia fusa                             | Punta interna                                                  | 250-300 °C                   | 10             | 25 utilizzi             |
| Lil Hybrid    | 2021             | Stick di tabacco e pod per sigarette elettroniche | Riscaldamento esterno, stoppino e bobina per cartuccia liquida | 250 °C                       | 12             | 20 utilizzi             |

Philip Morris afferma che Iqos riduce rifiuti ed emissioni di carbonio rispetto a una sigaretta e presenta il prodotto nell'ambito delle sue iniziative di sostenibilità. L'azienda si promuove anche come protagonista dell'economia circolare, sostenendo che i dispositivi Iqos si possono riciclare restituendoli ai centri di produzione.
Queste affermazioni sono state contestate dal Public Health Law Center di Saint Paul, Minnesota, poiché gli stick di tabacco usati costituiscono rifiuti simili ai convenzionali mozziconi di sigaretta. Inoltre, "I nuovi prodotti come le sigarette elettroniche o i dispositivi a tabacco riscaldato come Iqos, aumenteranno l'ammontare complessivo di rifiuti elettronici. È molto probabile che sia impossibile realizzare qualsiasi sigaretta elettronica senza dotarla di batterie, liquidi nocivi, metalli e plastica assemblati in piccoli dispositivi, ognuno dei quali non può essere riciclato o smaltito in modo responsabile."

## Regolamentazione, vendite e marketing

### Vendite
Nel 2017, il segmento di mercato dedicato ai prodotti senza fumo ha generato per PMI un fatturato di 3,6 miliardi di dollari (13% del fatturato complessivo), rispetto ai 64 milioni di dollari del 2015. All'inizio del 2018, i prodotti a marchio Iqos rappresentavano il 15% della quota di mercato dell'industria del tabacco in Giappone. Nel 2020, Iqos rappresentava il 5,5% del mercato globale del tabacco pur essendo disponibile solo in 52 Paesi, numero salito a quasi 70 un anno dopo. Secondo i comunicati finanziari pubblicati da PMI, le vendite di prodotti senza fumo hanno rappresentato quasi il 30% delle entrate dell'azienda durante il primo trimestre del 2021. Alla fine del 2023, PMI stimava che i prodotti Iqos avessero 28,6 milioni di utenti in tutto il mondo.

### Regolamentazione
Nel 2021 i dispositivi Iqos erano disponibili in circa 70 Paesi. Tra questi, Canada, Bielorussia, Moldavia, Georgia, Israele, Corea del Sud e la maggior parte degli altri paesi europei hanno scelto di adottare un approccio specifico per controllare la vendita dei dispositivi che scaldano il tabacco come Iqos. In Canada e in Israele, l’imballaggio dei dispositivi Iqos è interamente ricoperto da un messaggio di avvertenza. Negli Stati Uniti, la FDA ha concesso a Philip Morris l'autorizzazione a utilizzare per il commercio l’espressione "esposizione ridotta", considerando che passare completamente dalle sigarette tradizionali a Iqos riduce l'esposizione a sostanze chimiche nocive, ma ha negato a Philip Morris qualsiasi possibilità di affermare che il passaggio dalle sigarette tradizionali a Iqos riduce il rischio di malattia dell'utilizzatore.

### Marketing diretto
Nonostante il nome Iqos sia stato spesso indicato dai primi utilizzatori come un acronimo di "I Quit Ordinary Smoking", Philip Morris non ha mai utilizzato questa espressione per descrivere o commercializzare Iqos e ha ripetutamente respinto questa interpretazione.
Philip Morris viene regolarmente accusata di aggirare le leggi che proibiscono la promozione del tabacco poiché viene considerato Iqos come un dispositivo tecnologico e non un prodotto del tabacco. Il Canada ha aggiornato le sue leggi sul tabacco per includere chiaramente i dispositivi che riscaldano il tabacco nell'elenco dei prodotti regolamentati, costringendo PMI a modificare gli imballaggi di Iqos. In Francia, è stato riportato che Philip Morris ha promosso i suoi dispositivi nel corso di feste private, con venditori che a volte offrivano bevande alcoliche ai clienti interessati.
Philip Morris è stata accusata di utilizzare strategie di marketing non regolamentate o illegali: un rapporto del 2018 ha dichiarato che "le Boutique Iqos sono al centro di una promozione aggressiva che comprende lo scambio di un pacchetto di sigarette o di un accendino con un dispositivo Iqos, feste per il lancio dei prodotti, pranzi 'meet and greet' ed eventi after-hour". Secondo Reuters "La strategia di marketing imita quella delle aziende del tabacco a metà del XX secolo, quando iniziarono ad associare le sigarette a Hollywood e all'alta società."
Si è sostenuto che Philip Morris abbia realizzato diverse campagne di marketing menzionando direttamente Iqos, presentando il prodotto come un'alternativa alle sigarette tradizionali "senza fumo” e a "rischio ridotto", incoraggiando i consumatori a smettere di fumare o a passare a Iqos. Questo approccio di marketing è stato oggetto di critiche. Un’analisi critica dei rapporti presentati da PMI alla FDA a sostegno della sua domanda sosteneva che "i consumatori possono fraintendere ciò che si intende per 'cambiare completamente' [ed] è probabile che fraintendano, rispetto al rischio ridotto, le affermazioni non supportate". Nel concedere l’autorizzazione sull'esposizione ridotta, la FDA ha tuttavia riconosciuto che i consumatori adulti hanno compreso correttamente i messaggi che sono stati autorizzati.

### Marketing orientato ai giovani
Nel 2019, Reuters ha rivelato che in diversi paesi Philip Morris ha utilizzato gli influencer sui social media per farli diventare "ambasciatori" del marchio e promuovere Iqos a un pubblico giovane. PMI ha risposto che avrebbe cessato di utilizzare gli influencer. Secondo Matthew Myers, presidente della Campaign for Tobacco-Free Kids, l'azienda “cambia il suo comportamento solo quando viene colta in flagrante”
Sempre nel 2020, un rapporto sulla strategia di Philip Morris per l’introduzione di Iqos in Australia ha sottolineato che "Philip Morris ha esercitato forti pressioni sul governo australiano affinché legalizzasse i prodotti a tabacco riscaldato pianificando al contempo la vendita di Iqos in locali adatti ai giovani adulti, come bar, club e pub, se le modifiche legislative proposte saranno apportate"

## Critiche e controversie
A dicembre 2017, Reuters ha pubblicato documenti e testimonianze di ex dipendenti che denunciano irregolarità nei test clinici condotti da PMI per l'approvazione dei prodotti Iqos da parte della FDA statunitense. Questo lavoro investigativo ha dimostrato che Philip Morris stava facendo pressioni per bloccare o indebolire le disposizioni della Convenzione quadro dell'OMS sul controllo del tabacco (FCTC), in opposizione all’idea che l'azienda promuovesse la visione di futuro senza fumo.
Altri studi indipendenti sulla tossicità condotti da terze parti hanno avuto risultati che spesso contraddicono quelli di Philip Morris International. Il prof. Stanton Glantz di UCSF, ha concluso che in termini di nocività "Iqos non è sensibilmente diverso dalle sigarette convenzionali." Una revisione sistematica del 2020 della letteratura scientifica disponibile ha trovato dati molto limitati sugli effetti di Iqos sulla salute del fumatore e ha consigliato ulteriori studi.
A ottobre 2018, la Fondazione belga per il cancro ha emesso una nota su Iqos, basata su precedenti studi indipendenti pubblicati sull'argomento. La Fondazione ha affermato che "Iqos non è una soluzione" per smettere di fumare." Ha inoltre affermato che "se il gigante del tabacco si sta posizionando in questo mercato innovativo, è per compensare le perdite finanziarie derivanti dalla riduzione delle vendite di sigarette (...). L'industria del tabacco sta quindi esplorando soluzioni per continuare a fare profitti e mantenere i consumatori dipendenti."
A luglio 2020, l'Organizzazione Mondiale della Sanità (OMS) ha pubblicato una "dichiarazione sui prodotti per riscaldare il tabacco e la decisione della FDA statunitense riguardo a Iqos", che recitava: "L'OMS ribadisce che la riduzione dell'esposizione alle sostanze chimiche nocive nei prodotti che riscaldano il tabacco (HTP) non li rende innocui né si traduce in un rischio ridotto per la salute delle persone. Infatti, alcune tossine sono presenti a livelli più elevati sia nei vapori emessi dall’utilizzo dei prodotti che riscaldano il tabacco (HTP) che in quelli del fumo di sigaretta convenzionale e ci sono alcune tossine aggiuntive presenti nei vapori derivanti dall’utilizzo dei prodotti che riscaldano il tabacco (HTP) che non sono presenti nel fumo di sigaretta convenzionale. Le implicazioni per la salute dell'esposizione a questi ultimi sono sconosciute. (...) Dato che la salute può essere influenzata dall'esposizione a ulteriori tossine quando si usano i prodotti che riscaldano il tabacco, le affermazioni che questi riducano l'esposizione a sostanze chimiche dannose rispetto alle sigarette convenzionali possono essere fuorvianti."
Secondo il sito web TobaccoTactics dell'Università di Bath, "Ci sono pochissime prove che Iqos sia efficace come strumento per smettere di fumare a livello singolo o nella società." Secondo l'Istituto nazionale olandese per la salute pubblica e l'ambiente, Iqos è "dannoso per la salute, ma probabilmente meno dannoso che fumare sigarette di tabacco".
A settembre 2021, la Commissione per il Commercio Internazionale degli Stati Uniti ha stabilito che Philip Morris International e il suo partner commerciale Altria devono interrompere la vendita e l'importazione del dispositivo Iqos negli Stati Uniti a seguito di una causa su un brevetto presentata da R.J. Reynolds. La U.S. International Trade Commission ha rilevato che l'alternativa alla sigaretta tradizionale violava due brevetti di Reynolds. Philip Morris International ha annunciato i suoi piani per impugnare la decisione dell'agenzia commerciale. Il disaccordo con British American Tobacco è stato risolto nel febbraio 2024. PMI e BAT hanno raggiunto un accordo non monetario che ha risolto le cause in corso per violazione di brevetto tra loro in merito ai loro prodotti a tabacco riscaldato e da svapo.